# جاده ئی۸۵۳ اروپا
جاده ئی۸۵۳ اروپا (به انگلیسی: European route E853) یکی از جاده‌های درجه ۲ قاره اروپا است.
این جاده از شهر یوآنینا (یونان) شروع شده و در مرز کشور آلبانی به پایان می‌رسد.